# Calle Calderería
Calle Calderería es una vía del Centro Histórico de la ciudad de Málaga, comunidad autónoma de Andalucía, España. Se trata de una de una calle corta de unos 107 metros, que discurre desde la plaza del Carbón en dirección norte hasta la plaza de Uncibay, donde la continuación de la calle pasa a denominarse calle Casapalma.  

## Historia

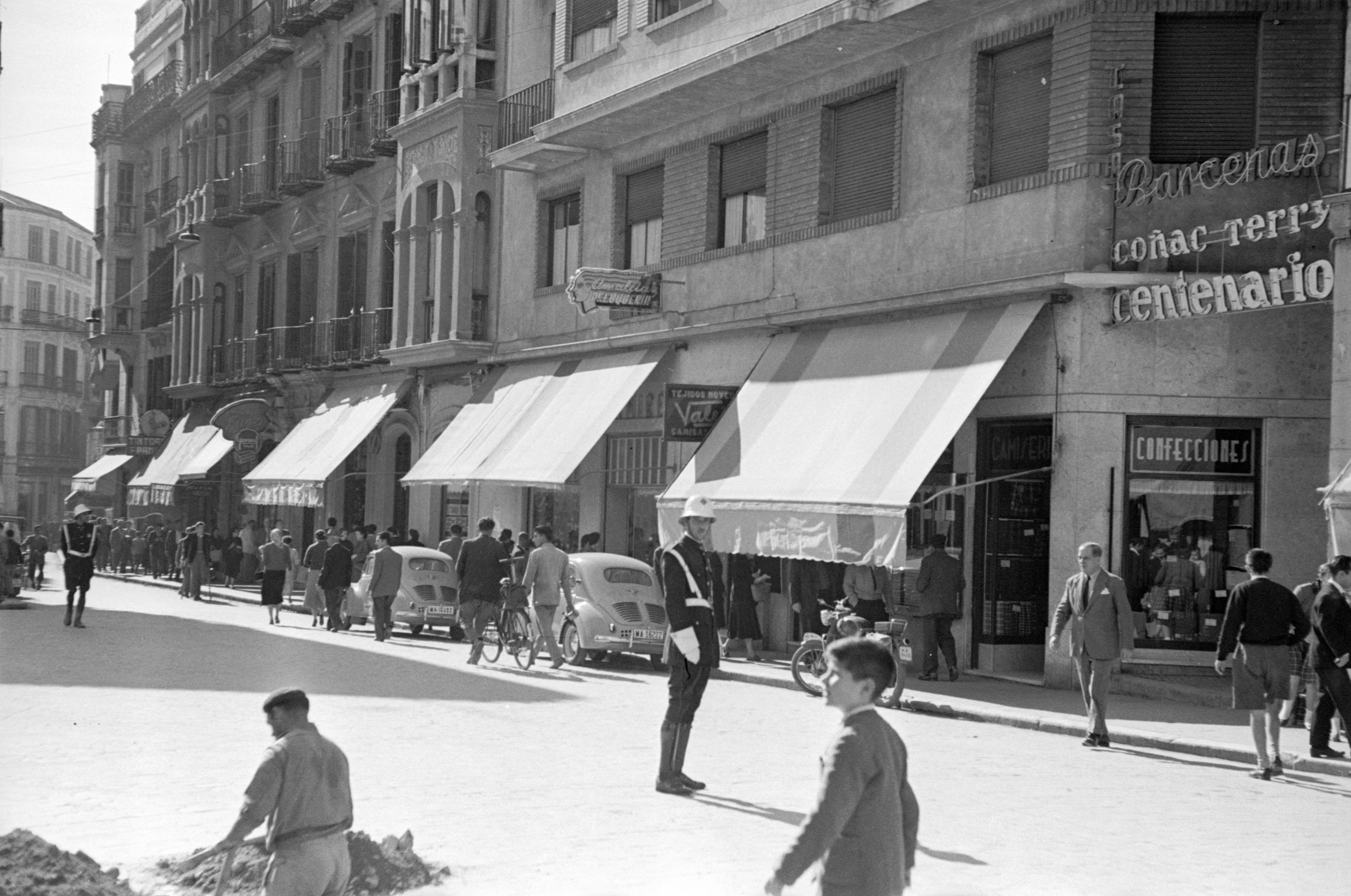
Vista de Caldedería a finales de los años 1950.

Como otras calles del centro, el origen del nombre de la calle Calderería data del período de los Reyes Católicos, quienes establecieron calles determinadas para distintos gremios. Inicialmente, el gremio de los caldereros se instaló en la parte alta de calle Granada, pero las molestias que causaban a los vecinos provocó que fueran trasladados junto al gremio de los herreros a la calle Salada, que a partir de entonces pasaría a ser conocida como calle Calderería o de las Caldererías. Durante un tiempo se llamó calle de Gerónimo Cuervo, pero este nombre no arraigó y volvió a recuperar oficialmente el nombre actual. Fue ensanchada y dotada de servicios en 1926, debido a un plan general de reformas.
Entre sus edificios es notable el n.º 4, construido hacia 1920 en estilo del Historicismo moderno. Su fachada se distingue por columnas de capiteles jónicos y abultada decoración vegetal en el friso así como por su elaborada rejería de diseño ochocentista y caracoles de forja.